# Rodolphe Roche
Rodolphe Roche (Montluçon, 14 giugno 1979) è un ex calciatore francese, di ruolo portiere.